# アジェンダ2000
アジェンダ2000 (Agenda 2000) とは、欧州連合 (EU) の拡大を視野に入れた、EUにおける政策における広範な活動と改革に関する計画。1999年3月26日にベルリンで欧州理事会が開かれ、加盟国首脳らはおよそ20項目で構成されるアジェンダ2000を採択した。アジェンダ2000における構想の基礎的な部分は1997年7月に欧州委員会が作成していたものであった。

## 農業政策改革

### 背景
共通農業政策は、1957年に調印されたローマ条約が発効したことを受けて開始されたものである。共通農業政策の目的は、市民に対する食糧供給を確保することと、2つの世界大戦期および戦後の飢餓の再現を回避するということである。
生産量を増やすため、とくに以下の措置が決められた。
- 欧州経済共同体 (EEC) は農業製品の価格を保証する。保証価格で売れなかった製品は政府が買い上げる。
- EECは生産されたすべての農業製品が原則としてすべて購入されることを保証する。
- 域外市場価格が域内製品の価格よりも低い場合、輸入食品に対してその差額を調整するために関税を課す。また農業製品の輸入量に上限を設定する。

1980年代の半ばから共通農業政策により自由市場メカニズムの機能が阻害され、結果として食糧が過剰に生産されるようになってきた。共通農業政策の下では、農家にとっては生産すればその分が収益の増加につながっていたのである。さらに農業技術が進歩したことによって収穫量はさらに増えることになった。過剰に生産され、強力な補助を受けてきた製品は貯蔵されるか、もしくは世界市場で売られ、それによって市場が破壊されていくことになる。EUが旧東側諸国に拡大したことにより、農業生産もさらに拡大することになった。このような状況の下で農業政策の改革が迫られることになった。 

### 改革
支持価格について牛肉は約30%、穀物は約20%、牛乳は約15%引き下げることになった。補助金制度について価格支持からのデカップリング（分離）については遅くとも2007年1月1日までに実施されなければならなかったが、2005年1月にはすでに加盟国において任意でデカップリングが開始されていた。収入の減少分については直接補償金が支払われることで（少なくとも部分的には）埋め合わされており、その額は生産量に関係なく算定されている。
また農業における環境への配慮が強く求められるようになった。アジェンダ2000では農家の使命としておもに農村地域の保護に重点を置いており、食糧生産はその次の目的となっている。家畜、環境、労働者の保護措置に反した農家は補助金の4分の1が減額されることになる。また将来における農村部の開発が推し進められていくことになった。
このように価格下落、品質向上措置が講じられ、また牛海綿状脳症や口蹄疫といった食糧に関する不安要素が発生したことで過剰生産の抑止・削減が見込まれる。また農家では市場の需要に生産量を合わせることも見込まれる。

## 構造政策改革
アジェンダ2000では農業政策改革ほどの規模ではないが、構造政策改革についても盛り込まれている。構造政策改革の主な目的は資金の活用法をより有益的なものにすることである。構造政策の使命について、EU域内での生活格差を是正するというものである。

### 財政枠組み
EUの東方拡大後の歳出急増を抑えるため2000年から2006年の期間の構造政策予算について、2,130億ユーロとすることが決定された。その内訳は構造基金に1950億ユーロ、結合基金に18億ユーロとされた。